# Alien Ant Farm
Alien Ant Farm este o trupă americană de rock alternativ. Membrii formației sunt: 
- Dryden Mitchell
- Terry Corso
- Tye Zamora
- Mike Cosgrove